# Der Jäger von Fall (Roman)
Der Jäger von Fall ist ein Roman des deutschen Schriftstellers Ludwig Ganghofer, der 1883 veröffentlicht wurde. Der Heimatroman um Liebe und Wilderei spielt im Isarwinkel.

## Inhalt
Im Prolog brennt der Hof des Meierbauern in Lenggries in einer Winternacht nieder. Der junge Bauernsohn Lenzl kann lediglich seine kleine Schwester Modei aus den Flammen retten; die Eltern und der Hof werden ein Raub der Flammen.
Etwa zwanzig Jahre später macht sich der Jäger Friedl mit dem jagdbegeisterten Sommerfrischler Benno Harlander vom Weiler Fall aus auf die Pirsch, zwei Wegstunden isaraufwärts von Lenggries. Auf dem Weg unterhalten sie sich über den Huisenblasi, einen Taugenichts, der als Wilderer im Verdacht steht. Sie treffen auf Hies, einen Jagdgehilfen, der einem berüchtigten Wilderer auf der Spur ist, den die Jäger Neunnägel getauft haben, weil seine Schuhtritte neun Nägel zeigen.
Sie erreichen die Almhütte, auf der Modei, inzwischen eine junge, gutaussehende Frau, als Sennerin tätig ist. Friedl ist ihr sehr zugetan und bietet ihr an, ihr zweijähriges Kind, das sie im Tal in Pflege geben muss, bei seiner Mutter unterzubringen. Sie zögert. Man vereinbart, Benno solle bei Modei im Heuschober übernachten, während Friedl in der etwas höher gelegenen Jagdhütte bleiben will. Modeis Bruder Lenzl hilft ihr bei der Arbeit auf der Alm, er ist geistig umnachtet.
Friedl erklärt Benno die tragische Geschichte der Geschwister: Nach dem Verlust der Eltern und des Hofes konnte Modei die ersten Kinderjahre bei Pflegeeltern verbringen. Als diese starben, musste sie sich früh als Viehhüterin und Almwirtin verdingen. Lenzl war (nach modernen Maßstäben) durch die Brandnacht schwer traumatisiert. Liesei, ein Mädchen aus dem Dorf, machte sich den bösen Spaß, dem geistig Zurückgebliebenen schöne Augen zu machen, der darauf mit närrischer Verliebtheit reagierte. Zu Kirchweih aber verstieß sie ihn, ihr Freund verprügelte Lenzl schwer. Beim folgenden Kirchweihtanz brach der Tanzboden ein, und Liesei und ihr Freund starben. Lenzl stürzte daraufhin in seinen heutigen Zustand der Umnachtung und blieb als Hütergehilfe bei Modei.
Bevor er geht, forscht Friedl bei Modei, ob sie etwas über den Wilderer Neunnägel wisse. Es entspinnt sich ein Disput, in dem Friedl die Wilderer verwünscht und Modei sie in Schutz nimmt, da sie ja von Jagdleidenschaft getrieben seien. Kaum ist Friedl gegangen, betritt der Huisenblasi die Alm. Er hat seit Jahren eine bequeme Affäre mit Modei, zu der er kommt, wenn es ihm gefällt. Lenzl bemerkt, dass Blasis Schuhe mit neun Nägeln beschlagen sind, was Blasi als Zufall abtut. Blasi erklärt Modei, er dürfe sich nicht zu ihr und dem gemeinsamen Kind bekennen, bevor ihm sein Vater nicht den Hof übergeben habe. Vielmehr solle er jetzt eine andere heiraten und Modei müsse ihm daher schriftlich bestätigen, dass sie keine Vaterschaftsforderungen gegen ihn habe. Modei unterschreibt zwar, doch ist ihr Blasi ab da zuwider.
Am nächsten Morgen holt Friedl Benno ab zur Jagd. Sie schießen auf einen Gamsbock und treffen auf der Suche nach dem Wild auf einen weiteren Jäger, Anderl, dem Friedl kurzerhand seinen misshandelten Hund abkauft. Dank des Spürsinns des Hundes finden sie den geschossenen Bock und bringen ihn zur Jagdhütte. Dort berichtet Anderl von Blasis geplanter Hochzeit. Anderl und Benno bringen den Bock ins Tal, während Friedl seinen Jagddienst versieht und versucht, Modei aufzuheitern.
Von Lenzl erfährt Friedl, dass Blasi der gesuchte Neunnägel sein muss. Friedl macht Modei einen Heiratsantrag, den diese aber ablehnt, da sie nicht gut genug für ihn sei und ihm mit ihrem Kind nur Schande und Unglück bringe. Sie stimmt aber zu, ihr Kind bei Friedls Mutter unterzubringen; der hartnäckige Friedl erhofft sich dadurch, sie langfristig doch noch umzustimmen.
Benno Harlander richtet in Fall ein Jagdschießen aus; der Anblick des verhassten Huisenblasi bringt Friedl dazu, danebenzuschießen. Er geht nach Hause, wo Modeis Kind ihn schon erwartet. Plötzlich überkommt ihn das Bedürfnis, Modei zu sehen und ihr das Kind zum Besuch auf die Alm zu tragen. Er steigt hinauf, sie reagiert begeistert und Friedl singt Gstanzl und spielt Zither für Modei und ihre Gäste. Da fällt von den Bergen ein Schuss; Friedl begreift sofort, dass Blasi die günstige Gelegenheit genutzt hat, alle Jäger und Förster beim Preisschießen zu wissen, um zum Wildern zu gehen. Friedl findet eine Blutspur und wird im Wald von einem weiteren Gewehrschuss an der Wange getroffen, ohne den Schützen erkennen zu können.
Modei hört die Schüsse und gerät in Unruhe. Blasi flieht vor dem Jäger in die Almhütte und verlangt, dass Modei ihn verstecke. Es gelingt ihr gerade noch, die Patrone aus Blasis Gewehr zu entfernen, als Friedl die Hütte erreicht. Es kommt zur direkten Begegnung zwischen Jäger und Wilderer: Blasi drückt ab, aber mangels Munition vergebens. Friedl meint, Modei stecke mit Blasi unter einer Decke und habe ihn mit Bedacht versteckt, und vor lauter Entsetzen kann er nicht schießen. Blasi sucht das Weite, während sich Friedl resigniert mit Modeis schlafendem Kind auf den Weg ins Tal macht.
Unterwegs wird er überraschend an einer steilen felsigen Stelle von herabstürzenden Felsbrocken getroffen, die seinen Hund töten und ihn am Fuß verletzen. Es gelingt ihm aber, das Kind sicher zu seiner Mutter ins Tal zu schleppen. Verletzt und deprimiert liegt Friedl im Bett und vertraut sich Benno an. Dieser überzeugt ihn, dass er nicht falsch gehandelt habe und Modei möglicherweise gar nicht mit Blasi im Bunde stehen könnte.
Auch Modei auf der Alm leidet unter der Situation. Ihr Bruder Lenzl versucht sich als Vermittler und macht sich auf den langen Weg zum vermeintlichen neuen Einsatzort Friedls, um ihn zu einer Aussprache zu bewegen. Auf dem Rückweg trifft er Friedl im Haus seiner Mutter in Fall an und berichtet ihm, Modei sei schwer erkrankt und er müsse beim Arzt in Lenggries Medikamente für sie besorgen. Aus Sorge um Modei macht sich Friedl trotz seiner Verletzung – den geschwollenen Fuß nur mit einem Filzpantoffel bedeckt – auf zur Alm. Dort ist erneut Blasi aufgetaucht, wird aber von Modei zurückgewiesen. Er gibt beiläufig zu, den Felsbrocken auf Friedl geworfen zu haben und versucht sie zu vergewaltigen, wird aber im letzten Moment vom heimkommenden Lenzl abgehalten und sucht das Weite.
Die Geschwister erkennen freudig, dass Lenzl seinen Verstand wiedergewonnen hat. Der Jäger Hies ist einem Hirschen auf der Spur, während Friedl humpelnd die Alm Modeis erreicht. Er erkennt, dass sie gesund ist, Lenzls listiger Hinweis auf Modeis vermeintliche Krankheit klärt sich ebenso auf wie Modeis Entwaffnung des Blasi – und endlich kommen Friedl und Modei zueinander.
Während Hies auf der Spur des Hirschen Blasi trifft, gerät zufällig auch Lenzl dazu, der auf der Suche nach einer verlorenen Kuhschelle losgezogen war. Auf einem steilen Steig treffen Lenzl und Blasi aufeinander, unglücklich stürzen beide in die Tiefe. Blasi stirbt sofort, während Hies noch Friedl zur Bergung des schwer verwundeten Lenzl holt; gemeinsam bringen sie ihn ins Tal, wo er seinen Verletzungen erliegt, froh und dankbar für seine wiedergewonnene Klarsicht und das Glück seiner Schwester.

## Hintergrund
Die Geschichte spielt im Frühsommer 1881, also kurz vor der Zeit ihrer Entstehung. Die Gegend ist im Isarwinkel oberhalb von Lenggries bei Fall (Lenggries) angesiedelt, also in den Bergen rund um den heutigen Sylvensteinspeicher. Die Landschaft wird etwa so geschildert, wie sie wirklich existiert.

## Sprache und Stil
Das Werk ist in Schriftdeutsch verfasst. Die Dialoge der Sennerinnen, Jäger und Wilderer sind in einer abgemilderten Form des bairischen Dialektes gehalten:

„»Was is denn, Gori?« sagte Monika. »Zupf net allweil unterm Tisch! Leg s' auffi, die Klampfern, und spiel a bißl ebbes! Und gsungen muß werden! Nacher wird's erst fidel!«“

Die klassische Dreiecksgeschichte verbindet Elemente der Romantik (etwa die traumatisch verursachte und dann abrupt geheilte Geisteskrankheit oder auch die Schauergeschichte der verwunschenen Alm, die sich die Sennerinnen im 10. Kapitel erzählen) mit dem Realismus, in dem die Lebens- und Arbeitsbedingungen der einfachen Leute unsentimental geschildert werden.
Die durch und durch menschenfreundliche und herzensgute Titelfigur Friedl ist charakterlich eindimensioniert und schlicht geformt, damit den Vorwurf der Trivialität fördernd, den Ganghofer schon zu Lebzeiten erfuhr. Andererseits bedingt die bedingungslose Liebe Friedls zu Modei auch eine sehr liberale Sittenauffassung, wenn sich Friedl weder an Modeis unehelicher Beziehung zu Blasi stört, noch an dem unehelichen Kind eines anderen, an dem er bereitwillig die Vaterstelle einnehmen will. Diese Haltung steht im Kontrast zu den konservativen Moralvorstellungen, die in der konventionellen Literatur jener Zeit vorherrschten und sich gerade im Genre des Heimatromans bis heute halten. Sie weisen auf Ganghofers eigene liberale und tolerante Einstellung hin.
Zum Erfolg des Werks trugen auch die komischen Nebenfiguren wie der übergewichtige Grenzgendarm oder die liebestolle alte Jungfer Punkl bei.

## Entstehung und Rezeption
Der Jäger von Fall war Ganghofers erster Roman und begründete seinen Ruhm und Wohlstand als Schriftsteller.
Der Roman wurde mehrfach verfilmt. Die erste Verfilmung erfolgte noch zu Ganghofers Lebzeiten:
- Der Jäger von Fall (1919) – Stummfilm; Regie und Hauptrolle: Ludwig Beck
- Der Jäger von Fall (1926) – Stummfilm; Regie: Franz Seitz senior, mit William Dieterle
- Der Jäger von Fall (1936) – Regie: Hans Deppe, mit Paul Richter
- Der Jäger von Fall (1957) – Regie: Gustav Ucicky, mit Rudolf Lenz
- Der Jäger von Fall (1974) – Regie: Harald Reinl, mit Alexander Stephan
- Der Jäger von Fall (1993) – Regie: Bernd Helfrich, mit Andreas Kern

Die Filme weichen zum Teil recht weit vom Inhalt des Romans ab.

## Werkausgaben
- Erstausgabe: Der Jäger von Fall. Eine Erzählung aus dem bayerischen Hochlande, Stuttgart, Adolf Bonz, 1883
- Der Jäger von Fall, ISBN 978-1511550796, München, Edition Holzinger, 2015.
- Der Jäger von Fall im Projekt Gutenberg-DE

Die Werke Ludwig Ganghofers sind seit seinem 70. Todestag 1990 nach deutschem Urheberrecht nicht mehr geschützt. Daher werden mehrere preisgünstige Printausgaben und elektronische Fassungen angeboten.